# Fib
Poème de Fibonacci
Pour les articles homonymes, voir FIB.
Le poème de Fibonacci est une forme de poésie s'appuyant sur la suite de Fibonacci. Chaque vers du poème doit compter autant de syllabes que la somme des deux précédents, soit 1/1/2/3/5/8/13…, conformément à la séquence de Fibonacci. Le poème est court avec généralement six vers non rimés, évoquant un haïku (rythmé 5/7/5).
Expérimental et confidentiel jusqu'au début du XXIe siècle, le poème de Fibonacci connaît en 2006, sous le nom de fib, une popularité soudaine sur internet due au blogueur américain Gregory K. Pincus.

## Histoire
Passant pour une création du XXIe siècle, le poème de Fibonacci est plus ancien : le poète et universitaire John Frederick Nims (en) l'avait étudié dans son ouvrage Western Wind: An Introduction to Poetry, publié en 1974. Ron Silliman publie en 1981 un recueil de poèmes de Fibonacci intitulé Tjanting aux éditions The Figures,. La même année, Inger Christensen (1935-2009) dans Alphabet en danois donne quatorze poèmes dont chacun comporte autant de vers que le numéro correspondant de la séquence de Fibonacci (1-610). 
Deborah Haar Clark note qu'on retrouve la suite de Fibonacci en poésie « sous une forme ou une autre depuis des siècles, avec des œuvres appliquant la séquence numérique aux syllabes, aux mots ou aux lettres. » Pour Phillis Levin (en), la suite de Fibonacci a même influencé le développement du sonnet.

En 2005, John McCosh publie dans The Dudley Review de l’université Harvard un article sur le poème de Fibonacci, qu’il nomme fibonaïku en raison de sa ressemblance avec les haïkus. La démocratisation du poème de Fibonacci sous le nom de fib est lancée par l'auteur américain Gregory K. Pincus qui, le 1er avril 2006, prétend sur son blog GottaBook avoir créé cette nouvelle forme de poésie :
One

Small,

Precise,

Poetic,

Spiraling mixture:

Math plus poetry yields the Fib.
— Gregory K. Pincus, GottaBook.
L'information est reprise sur Slashdot. Dès lors, le fib crée l'engouement partout sur la Toile et des centaines de visiteurs en publient à leur tour sur internet. Deux semaines plus tard, un article dans le New York Times consacre le fib et sa popularité. Le phénomène arrive en France et dans le monde francophone en mai 2006, lorsque le Courrier international reprend en français un article de David Usborne extrait de The Independent et intitulé « Quand mathématique rime avec poésie ». Gregory Pincus écrit lui-même : « À ma grande surprise (et avec joie), je continue de trouver de nouveaux fils de discussion sur les fibs partout sur le Web. J'ai vu des fibs dans plus d'une douzaine de langues différentes. […] je pense qu'on peut dire sans se tromper que les fibs voyagent bien. »

Cette forme poétique demeure peu fréquente mais présente en anglais, français, espagnol, japonais avec Les chansons de Kitagawa Iroito, en portugais (qui se comprend bien):
Bem,

Vou

Tentar

Escrever

Um poema de

Leonardo Fibonacci,

Mas é um pouco complicado escrevê-lo.

## Formalisme
Jacquelyn Sturge (2009) définit le Fib comme un poème de 20 syllabes en 6 lignes, successivement de 1/1/2/3/5/8 syllabes comme la suite de Fibonacci. Une 7e  ligne de 13 syllabes (ci-dessous) est parfois ajoutée, rarement une 8e de 21.
Une

Rose

Éclose

S'interroge

Longtemps sur l'éveil

Et les causes de son émoi :

Caresses de Zéphyr ou baisers de papillon ?
Un 1/1/2/3/5/8/13/21/34 a été écrit pour un défi de la poésie courte.
Le 1/1/2/3/5/8/13/8/5/3/2/1, qui inverse la suite à sa plus grande longueur, est une forme atypique, le poète barcelonais Ramón Pereira le nomme Flor de Fibonacci dans le livre Hachís (Poésie 2005-2011). 

## Auteurs duXXIesiècle
Lors d'un voyage en mai 2006, Marc Lebel[Qui ?] écrit son journal de voyage sous forme de fibs :
Toute

La

Beauté

De ce monde

Qui tient sur six lignes

Et en chante la gratuité
Leroy K. May, blogueur, écrivain et slameur québécois, en propose une quarantaine sur son site.
En 2010, le critique littéraire et poète américain Tony Leuzzi publie ses poèmes de Fibonacci dans son recueil Radiant Losses.
Denis Duboule conclut son cours La génétique et les architectures du vivant (2013) par le fib (l'escargot est un thème récurrent des haïkus japonais et la figure d'expansion de la suite de Fibonacci) : 
Toi

Belle

Coquille

D'escargot

De Fibonacci

Ne bave pas et tourne sans fin